# Konrad Darocha
Konrad Darocha (ur. 26 listopada 1987 w Warszawie) – polski aktor filmowy i telewizyjny i dubbingowy, który gra Miłosza Kazunia w serialu Klan oraz ratownika Adama Wszołka w serialu Na sygnale.

## Życiorys
Absolwent Akademii Teatralnej im. Aleksandra Zelwerowicza w Warszawie z 2010 roku. Na szklanym ekranie zadebiutował jako chłopiec w serialu Siostry. Później grał Miłosza Kazunia w serialu Klan (od 2011) oraz ratownika Adama Wszołka w serialu Na sygnale (od 2014).

## Filmografia
- 2009: Siostry – chłopiec
- 2009: Akademia – Paweł
- od 2011: Klan – Miłosz Kazuń
- 2012: Sęp – policjant
- 2012: Hotel 52 – bokser Rafał Małek
- 2012: Prawo Agaty – Piotr
- 2013: Prawdziwe życie – Tomek, odcinek 5
- od 2014: Na sygnale – ratownik Adam Wszołek
- 2014: O mnie się nie martw – ochroniarz
- 2016: Na dobre i na złe – ratownik Adam Wszołek, odcinek 623
- 2017: Wściekłość – „Kondor”
- 2018: Wojenne dziewczyny – kelner, odcinki 20 i 21

### Dubbing
- 2022: Morbius – Agent Stroud[1]